# Seán Barrett
Seán Barrett (irl. Seán Ó Bairéad; ur. 9 sierpnia 1944 w Dublinie) – irlandzki polityk i broker ubezpieczeniowy, deputowany i minister. Ceann Comhairle od 2011 do 2016.

## Życiorys
Kształcił się w C.B.C. Monkstown, Presentation Brothers College w Glasthule oraz w College of Commerce w Rathmines (wchodzący w skład DIT). Pracował zawodowo jako broker ubezpieczeniowy, a także dyrektor prywatnych przedsiębiorstw. Zaangażował się w działalność polityczną w ramach Fine Gael. W latach 1974–1982 był radnym miejskim w Dublinie, od 1981 kierował radą miejską. Od 1991 do 1999 zasiadał w radzie hrabstwa Dún Laoghaire-Rathdown. Został także działaczem sportowym, m.in. od 2005 do 2006 pełnił funkcję prezesa klubu rugby Bective Rangers.
W 1977 bez powodzenia kandydował do Dáil Éireann. Do niższej izby irlandzkiego parlamentu został po raz pierwszy wybrany w 1981, z powodzeniem ubiegał się o reelekcję w wyborach w lutym 1982, listopadzie 1982, 1987, 1989, 1992 i 1997.
W latach 80. zajmował stanowiska ministra stanu w departamencie obrony oraz w departamencie premiera (jako government chief whip), ponownie funkcję tę pełnił od 1994 do 1995. Od 23 maja 1995 do 26 czerwca 1997 sprawował urząd ministra obrony i gospodarki morskiej w rządzie Johna Brutona. W 2002 zrezygnował z kandydowania do parlamentu. Zdecydował się na powrót do polityki w 2006, otrzymując poselską nominację ze strony lokalnych struktur Fine Gael. W 2007 i 2011 ponownie uzyskiwał mandat deputowanego. 9 marca 2011 wybrany na przewodniczącego Dáil Éireann 31. kadencji. Funkcję tę pełnił do 10 marca 2016, pozostał członkiem niższej izby irlandzkiego parlamentu 32. kadencji.